# Leïla Kilani

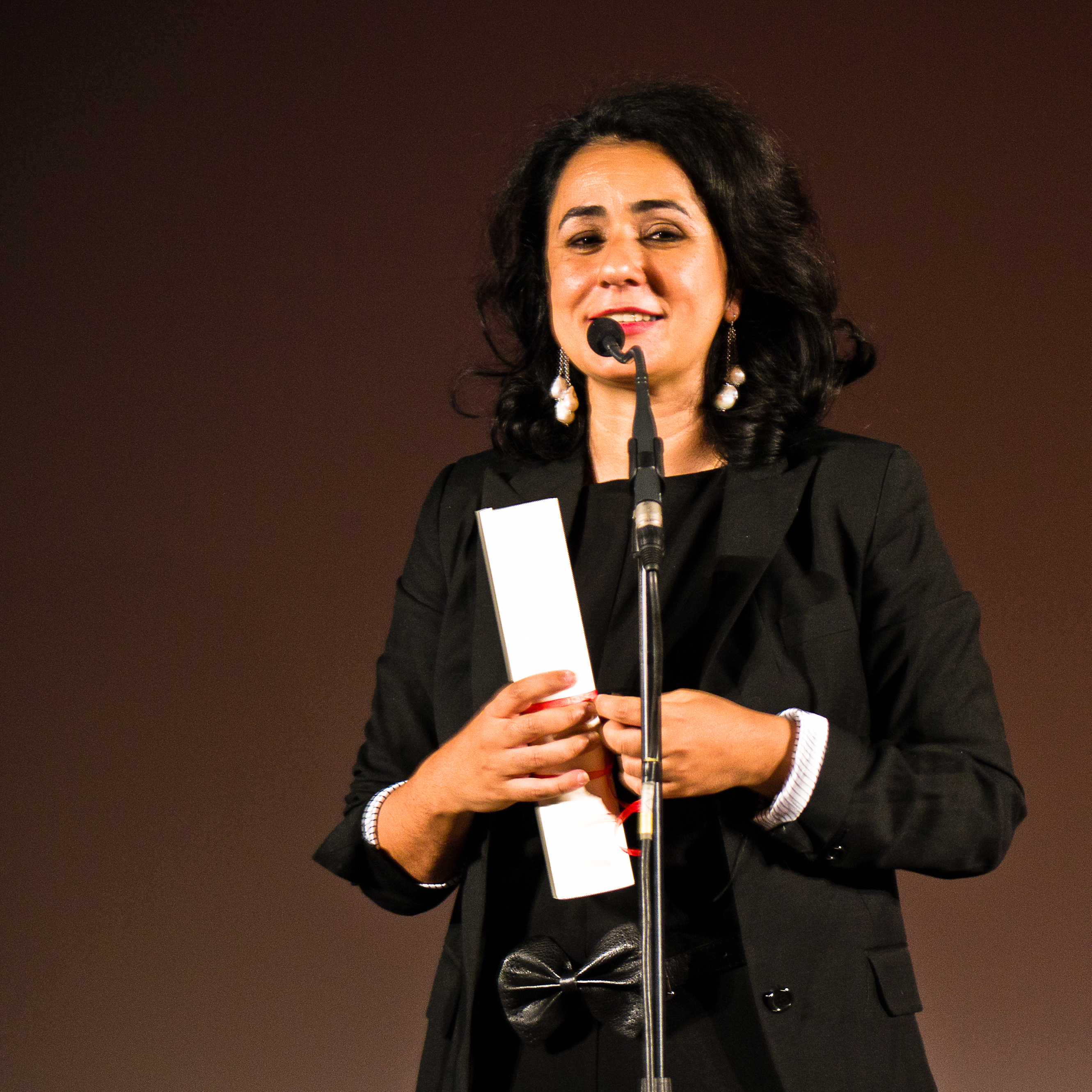
Leïla Kilani tại Liên hoan phim Paris

Leila Kilani (tiếng Ả Rập: لَيْلَى كيلاني; sinh năm 1970) là một đạo diễn, nhà biên kịch và nhà sản xuất người Maroc. Kilani đã làm việc trên các bộ phim như Nos Lieux Interdits (2008), Zad Moultaka (2003), và đạo diễn bộ phim truyện On the Edge (2011). Kilani được sinh ra tại thành phố lớn Casablanca ở phía bắc châu Phi.
Các bộ phim của Kilani thường đề cập đến bản chất chính trị và kinh tế xã hội của những nơi khác nhau, thường là chúng được đặt ở quê nhà của bà. Phim tài liệu của bà đã mô tả nhiều vấn đề phải đối mặt ở một số khu vực bị ảnh hưởng ở Maroc và cũng đối phó với các điều kiện sống khó khăn.

## Giáo dục và giáo dục sớm
Leïla Kilani học lịch sử và văn minh Địa Trung Hải ở Paris và lấy bằng thạc sĩ tại Trường Nghiên cứu Cao cấp về Khoa học Xã hội. Vào cuối những năm 1990 đến đầu những năm 2000, Kilani trở thành một nhà báo tự do và đã thực hiện bộ phim tài liệu của mình có tên Tanger, La Reve De Bruleurs (2002), câu chuyện về những người nhập cư trẻ tuổi, thích nghi với cuộc sống ở Tangier, Maroc. Kilani sau đó sẽ tiếp tục làm thêm phim tài liệu trước khi chỉ đạo bộ phim truyện đầu tiên của mình vào năm 2011.

## Sự nghiệp
Kilani đã làm những bộ phim tài liệu thường mô tả một phần của kiếp trước của bà, ví dụ như trong bộ phim Tanger, La Reve de Bruleur (2002), câu chuyện "trình bày một quan điểm cá nhân của Tangier, biên giới gợi cảm, vật lý, khuấy động với đàn ông và những người phụ nữ mơ về một huyền thoại ở đâu đó mà họ không thể tìm thấy ở phía bên kia của rào cản. ", bộ phim tài liệu diễn ra ở Tangier, một nơi bà từng sống và miêu tả nhiều yếu tố chính trị của những người nhập cư trẻ tuổi. Kilani đã đề cập rằng nguồn cảm hứng cho phim tài liệu phải làm với niềm đam mê của bà với Tây Ban Nha và ngôn ngữ Tây Ban Nha. bà cũng đã đề cập trong một cuộc phỏng vấn với Le Monde, một tờ báo của Pháp, rằng thuật ngữ "Bruleur" có nghĩa là biểu thị sự đốt cháy một bản sắc, đặc biệt là danh tính của những người nhập cư trẻ tuổi được trình bày trong phim. Kilani tiếp tục đề cập rằng các điều kiện của đất nước mà họ đến không đủ để duy trì giấc mơ của họ do đó họ phải tự thay thế và do đó đốt cháy bản sắc của họ.
Một trong những tác phẩm tài liệu nổi tiếng nhất của bà là bộ phim Nos Lieux Interdits (2008). Bộ phim tài liệu này là một câu chuyện diễn ra vào những năm 70 với sự trị vì của nhà vua Ma-rốc, Hassan II kể lại những câu chuyện của các gia đình trong triều đại của ông. Bộ phim này đã gây chú ý cho Kilani d bộ phim với giải thưởng về phim tài liệu tại Liên hoan phim và truyền hình Pan-Phi lần thứ 21 năm 2009. Phim tài liệu Tese sau này sẽ dẫn đến bộ phim dài đầu tiên của Kilani, ur La Planche (2011). Sur La Planche đã được mô tả như một bộ phim về "hai người phụ nữ tán tỉnh tội phạm ở Tangiers", diễn ra ở Tangiers và được chiếu lần đầu tiên tại Cannes vào tháng 5 năm 2011 

## Phim ảnh[2]
| Tựa đề                     | Năm  | Ghi chú       |
| -------------------------- | ---- | ------------- |
| Tanger, La Reve de Bruleur | 2002 | Phim tài liệu |
| Zad Moultaka               | 2003 | Phim tài liệu |
| Our Forbidden Places       | 2008 | Phim tài liệu |
| On the Edge                | 2011 | Phim truyện   |